# جرج فولسی جونیور
جرج فولسی، جونیور. (انگلیسی: George Folsey, Jr.؛ زادهٔ ۱۷ ژانویه ۱۹۳۹) یک تهیه‌کننده و تدوین‌گر اهل ایالات متحده آمریکا است.
وی تدوین‌گر و تهیه‌کننده فیلم برادران بلوز بوده است.

## به عنوان تدوین‌گر
- فیلم کنتاکی فراید(۱۹۷۷)
- خانه حیوانات(۱۹۷۸)
- برادران بلوز (فیلم)(۱۹۸۰)
- سفر به آمریکا(۱۹۸۸)
- بیسیک (فیلم)(۲۰۰۳)
- دوجینش ارزان‌تر است (فیلم ۲۰۰۳)(۲۰۰۳)
- مسافرخانه(۲۰۰۵)
- پلنگ صورتی (فیلم ۲۰۰۶)(۲۰۰۵)
- مسافرخانه (فیلم ۲۰۰۷)(۲۰۰۷)
- سکس درایو (فیلم)(۲۰۰۸)

## به عنوان تهیه‌کننده
- سفر به آمریکا(۱۹۸۸)
- سه رفیق (۱۹۸۶)
- اماکن تجاری (فیلم)(۱۹۸۳)
- گرگ‌نمای آمریکایی در لندن(۱۹۸۱)
- برادران بلوز (فیلم)(۱۹۸۰)
- خانه حیوانات(۱۹۷۸)
- فیلم کنتاکی فراید(۱۹۷۷)

## به عنوان دستیار کارگردان
- اماکن تجاری (فیلم)(۱۹۸۳)

## به عنوان فیلمبردار
- استخوان(۱۹۷۲)